# Scleropages formosus
Espèce
Statut de conservation UICN

 EN A4cd : En danger
Statut CITES
Le scléropage d'Asie ou arowana asiatique (scleropages formosus), connu sous le nom de poisson dragon , est un poisson originaire d'Asie du Sud-Est. Il est classé dans la liste des espèces menacées depuis le 1er juillet 1975. Il fait partie de la famille des Ostéoglossidés.

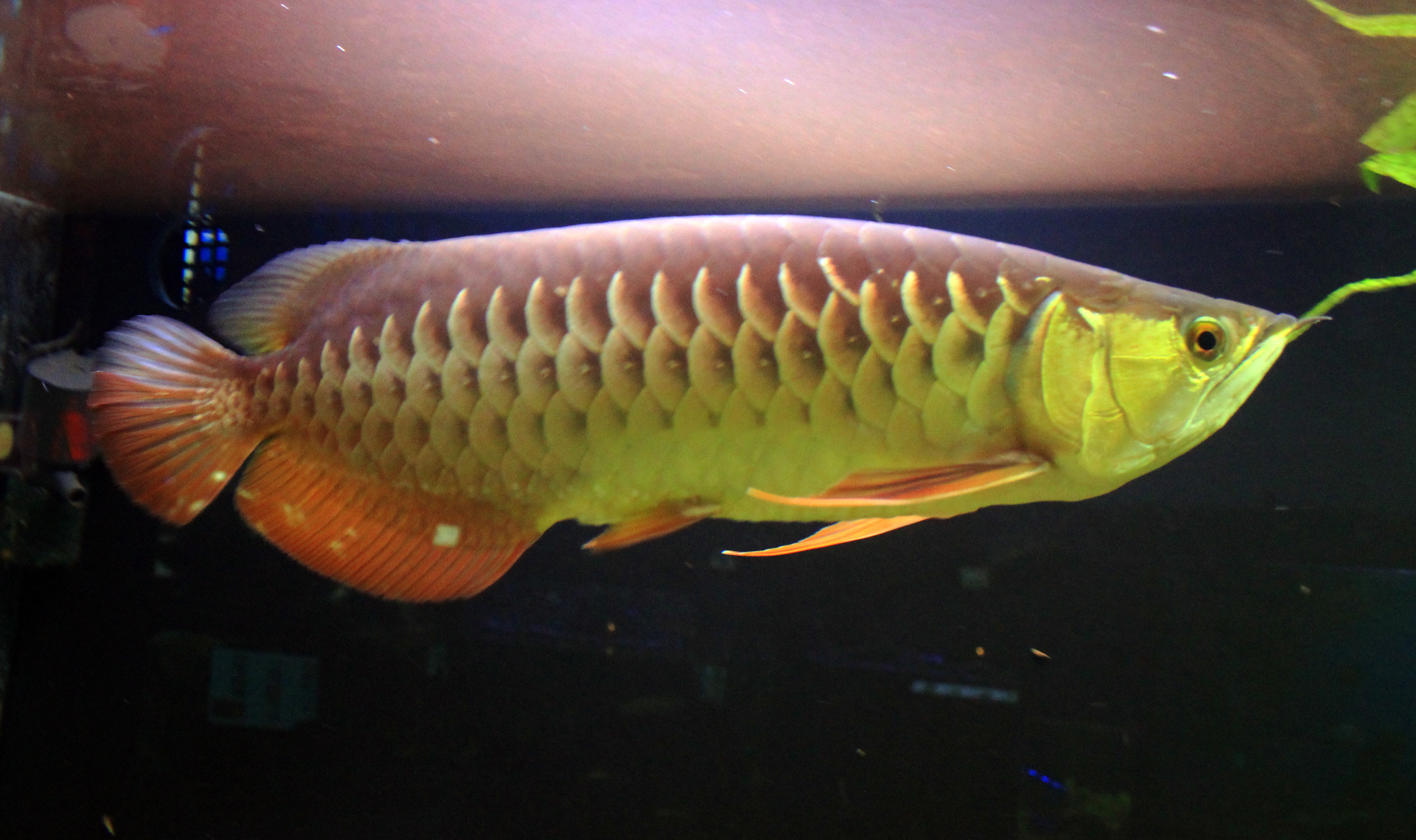
Prague sea aquarium

## Description
C'est un poisson d'eau douce à écailles.

### Taille
Ils mesurent au maximum 90 centimètres pour le mâle et la femelle.

### Alimentation
Le poisson dragon est carnivore. Il mange des poissons, des larves d'insectes...

### Habitat
Il le trouve en Asie du sud-est, plus précisément au Cambodge, en Malaisie, en Thaïlande, au Vietnam ainsi qu'en Indonésie. 

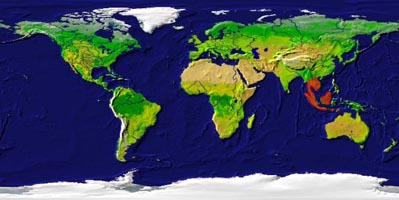
Répartition du poisson dragon

Il vit dans les rivières aux eaux sombres, dans les cours d'eau s'écoulant lentement dans les marais. 
Cette espèce est dulçaquicole : c'est-à-dire qu'elle vit exclusivement en eau douce dont la température se situe en moyenne entre 25 et 30 degrés (Celsius).

## Menaces
Le scléropage d'Asie est menacé par une pêche intensive à des fins lucratives : en Asie, comme il "ressemble" au dragon chinois, on considère qu'il apporte chance et prospérité. C'est pourquoi la variété rouge est très recherché, la variété vert argenté beaucoup moins.